# Sizigij (astronomija)
Sizigij (starogrško σύζυγος, latinizirano: suzugos, dob. 'skupaj stlačeni') je v astronomiji konfiguracija treh ali več nebesnih teles v gravitacijskem sistemu v skoraj ravni črti.

## Pregled
Beseda se najpogosteje uporablja glede na Sonce, Zemljo in ali Luno ali planet, pri slednjem se uporabljata izraza konjunkcija in opozicija. Sončevi in Lunini mrki se zgodijo hkrati s sizigijem, kot se tudi prehodi in okultacije. Izraz se pogosto nanaša na to, ko sta Sonce in Luna v konjunkciji (mlaj) ali opoziciji (ščip).
Beseda sizigij se pogosto nanaša na opis zanimivih konfiguracij astronomskih teles na splošno. En tak primer se je zgodil 21. marca 1894 okoli 23:00 GMT, ko je Merkur prečkal Sonce, vidno z Venere, Merkur in Venera pa sta naenkrat prečkala Sonce, kot vidno s Saturna. Uporablja se tudi za dogodke, ko so vsi planeti na isti strani, pa ne nujno na isti črti, kot recimo 10. marca 1982.
3. junija 2014 je rover Curiosity na Marsu opazoval planet Merkur, ko je prečkal Sonce, kar je bil prvi planetarni prehod, ki se ga je opazovalo z drugega nebesnega telesa, kot je Zemlja.

## Okultacije, prehodi in mrki
Sizigij poteka včasih v obliki okultacije, prehoda ali mrka.
- Okultacija se zgodi, ko gre navidezno večje telo preko navidezno manjšega telesa.
- Prehod se zgodi, ko gre navidezno manjše telo preko navidezno večjega telesa.
  - V kombiniranem primeru, ko manjše telo redno prečka večje, se okultacija imenuje tudi sekundarni mrk.
- Mrk se zgodi, ko neko telo popolno ali delno izgine iz pogleda, ali z okultacijo, kot pri sončevem mrku ali s prečkanjem v senco drugega telesa, kot pri luninem mrku (torej sta obe vrsti na seznamu strani o mrkih NASA).

Prehodi in okultacije Sonca z Luno se imenujejo sončevi mrki ne glede na to, če je Sonce popolno ali le delno zakrito. Z razširitvijo, se lahko prehodi Sonca s satelitom planeta imenujejo tudi mrki, kot tudi prehodi Fobosa in Deimosa, kar je prikazano na fotografski strani NASA JPL. Kot mrki se štejejo tudi prehodi satelita v senco planeta, kot recimo pri mrku Fobosa. Pojem mrk se uporablja tudi bolj splošno za vsa telesa, ki gredo pred drugim. Na primer na astronomski sliki dneva NASA je v opisu napisano, da je Luna okultirala Saturn, pa tudi da je bil to mrk.

## Einsteinov prstan
Ker se elektromagnetni žarki ob gravitaciji lomijo, se to zgodi tudi, ko gredo mimo telesa s težko maso. Torej se masivno telo obnaša kot gravitacijska leča. Če vir svetlobe, gravitacijska leča in opazovalec stojijo v črti, vidi opazovalec to, kar se imenuje Einsteinov prstan.